# Kamniki-Bistrica
A Kamnik Bistrica a Kamniki-Alpokban ered, az osztrák határ közelében. A Kamnik Bistrica a Száva bal oldali mellékfolyója. A patak hossza 33 kilométer.Miután keresztülfolyik Kamnikon, a Nevljica patak torkollik belé. A Szávába Videmtől délre torkollik bele, Ljubljanától 10 kilométernyire északra.

## Part menti település
- Kamnik
- Videm

## Fordítás
Ez a szócikk részben vagy egészben  a   Kamnik Bistrica című angol Wikipédia-szócikk ezen változatának fordításán alapul.  Az eredeti cikk szerkesztőit annak laptörténete sorolja fel. Ez a jelzés csupán a megfogalmazás eredetét és a szerzői jogokat jelzi, nem szolgál a cikkben szereplő információk forrásmegjelöléseként.